# 凯尔考包劳巴什
凯尔考包劳巴什（匈牙利語：Kerkabarabás）是匈牙利佐洛州所辖的一个村，总面积10.29平方公里，总人口287，人口密度27.9人/平方公里（2010年1月1日）。